# Maria Grossmannówna
Maria Grossmannówna (ur. 9 kwietnia 1880 w Kąkolewie, zm. 1958) – polska lekarka, doktor medycyny, działaczka społeczna, narodowa i polityczna, radna miasta Poznania.  

## Życiorys
Uczęszczała do prywatnej szkoły Danyszowej w Poznaniu. Ukończyła także seminarium nauczycielskie w Poznaniu, lecz egzaminy zdała w męskim gimnazjum realnym w Bydgoszczy. Studiowała medycynę w Berlinie, Monachium i Wrocławiu. W 1919 zdała państwowy egzamin lekarski w Warszawie. W 1921 uzyskała doktorat z nauk medycznych.
Przed I wojną światową działała w Towarzystwie Czytelni Ludowych. Podczas powstania wielkopolskiego była członkinią służby sanitarnej.
W 1921 została wiceprezesem Towarzystwa Walki z Wyrodnieniem Rasy i Nierządem. Od 1922 była asystentem kliniki chorób wewnętrznych szpitala miejskiego w Poznaniu. Później prowadziła własną praktykę. Była członkinią zarządu okręgowego Związku Lekarzy Państwa Polskiego. Była także członkinią rady i zarządu Izby Lekarskiej Poznańsko-Pomorskiej. Pełniła funkcję członka zarządu Polskiego Stowarzyszenia Kobiet z Wyższym Wykształceniem oraz członka zarządu Towarzystwa „Warta”. Publikowała w „Nowinach Lekarskich”. Była członkinią Wydziału Lekarskiego Poznańskiego Towarzystwa Przyjaciół Nauk. Pełniła funkcję członka zarządu poznańskiego Polskiego Czerwonego Krzyża. W latach 1921-1933 była radną Poznania. Należała do komisji finansowo-budowlanej. W 1932 została wybrana radną województwa poznańskiego. Działała w Narodowej Organizacji Kobiet. Była członkinią Stronnictwa Narodowego.
Zmarła w 1958. 27 września tego samego roku została pochowana na Cmentarzu Junikowo w Poznaniu.

## Rodzina
Była córką Kazimierza Grossmanna (1844-1917), ziemianina i weterana powstania styczniowego, i Marii ze Szlagowskich (1856-1934). Miała siostrę Helenę (1877-1961), posłankę na Sejm III kadencji w II RP z ramienia Stronnictwa Narodowego.